# Los Cedritos, Sinaloa
Los Cedritos är en ort i Mexiko.   Den ligger i kommunen Cosalá och delstaten Sinaloa, i den centrala delen av landet, 1 000 km nordväst om huvudstaden Mexico City. Los Cedritos ligger 344 meter över havet och antalet invånare är 198.
Terrängen runt Los Cedritos är lite kuperad. Runt Los Cedritos är det mycket glesbefolkat, med 6 invånare per kvadratkilometer. Närmaste större samhälle är El Limón de Tellaeche, 14,5 km väster om Los Cedritos. I omgivningarna runt Los Cedritos växer i huvudsak lövfällande lövskog.